# ひふみよ橋
ひふみよ橋（ひふみよばし）は、福岡県八女市上陽町の星野川に現存する4基の石橋の総称。
明治～大正時代、当時の名匠や石工、地元の強い要望、資金提供により架橋された。
上流から、「1連の洗玉橋」、「2連の寄口橋」、「3連の大瀬橋」、「4連の宮ヶ原橋」。現代は、「ひふみよ橋」として親しまれている。

## 橋の概要

### 洗玉橋
一連式アーチ。明治26(1893)年建築。

### 寄口橋
二連式アーチ。大正9(1920)年建築。

### 大瀬橋
三連式アーチ。大正6(1917)年に架設されたと伝えられる。

### 宮ヶ原橋
四連式アーチ。大正11(1922)年建築。